# Strawberry Panic!の登場人物
Strawberry Panic!の登場人物（ストロベリー・パニックのとうじょうじんぶつ）は、メディアワークス刊『電撃G's magazine』の読者参加企画（原作：公野櫻子、キャラクターデザイン：真木ちとせ/たくみなむち）及びそれを原作とするメディアミックス作品『Strawberry Panic!』に登場する架空の人物の説明を各メディア毎にまとめたものである。
以下、所属校別に、原作（誌上ゲーム）からのキャラクター、文庫版（正伝）・アニメ版から登場したキャラクターの順で掲載する（複数のメディアに登場するキャラクターは、同様の順で詳細を記述）。原作、文庫版、アニメ版、ゲーム版（PS2）ではそれぞれ、キャラクター設定などが異なる部分がある。
渚砂、光莉、絆奈は、原作及びゲーム版では「読者（プレイヤー）の妹」であるため、苗字は設定されていない。漫画版でも連載当初の渚砂らには苗字がなかったが、アニメ化発表直前の第4話からフルネーム表記に変更された。

## 主人公
蒼井 渚砂（あおい なぎさ）
声 - 中原麻衣
ゲーム版の聖ミアトル編の主人公。4年月組。苺をモチーフにしたポニーテールのような髪型。髪の色は赤みがかった茶。
原作
身長155cm、かに座で血液型はO型。読者を「お兄ちゃん」と呼ぶ。編入生としてミアトルにやってきた。少々あわてんぼうで、ビックリするようなことがあるとすぐパニックに陥ってしまう。押しの強いタイプに弱くて、嫌ということができない。光莉や絆奈とは学園に来てから初めて知り合った。アストラエアに、血を分けた本当の妹がいると聞かされている。
文庫版
4年（高校1年）の時、ミアトルに編入。登校初日に静馬と出会い、彼女のお気に入りになったことで共にエトワール選に参加することになる。周囲の圧力に耐えながら、静馬のためとがんばってきたが、花織の存在を知ったことでモチベーションが下がる。しかし最後には、渚砂のためと留学を決意した静馬を追いかけていった。
アニメ版
両親が海外に転勤したことをきっかけに、ミアトルOGである叔母（伯母）のつてでミアトルに編入した。原作・小説版の性格に加え、見知らぬ1年生（千代たち）のためにエトワールである静馬を強く説得する意志の強さも見られる。
他校の生徒とも積極的に関わりを持つ機会が多く、特にスピカの此花光莉・南都夜々・奥若蕾とは自室で時おり開く「お茶会」を通じて親交を深めている。また、エトワールの花園静馬の別荘へ行った後に落ち込んだ際もル・リム生徒会長である源千華留の提案により、月館千代・日向絆奈たち後輩からは食べ物で元気になると納得されてしまっている子供っぽい一面もある。下級生からの人気も高く、ミアトル生徒会長の六条深雪の裁定によりルームメイトの涼水玉青とのカップリングでエトワール選に出馬するが、結果発表の直前に会場へ乱入した静馬の許へ走り、棄権した。
此花 光莉（このはな ひかり）
声 - 松来未祐
ゲーム版の聖スピカ編の主人公。3年アン組。ややカールのかかった薄い金色の髪を背中の辺りまで伸ばしている。
原作
身長152cm、おとめ座で血液型はA型。3年の時にスピカに編入。読者を「お兄ちゃん」と呼ぶ。
近所でも評判の美少女で、両親が悪い虫から守るためにスピカに編入させた。何でもそつなくこなす優等生で美しいものが好き。「自分には本当の妹がいる」と絆奈に説明している。
文庫版
3年の時に編入。編入直後に学院のスターである鳳天音とエトワール選に出たことで多くの生徒に妬まれ、苦境に陥った果てに密会現場を突き止められて失格。天音と共に駆け落ち同然でスピカを去るが、ある人物の差し金により劇的な帰還を果たした末にエトワールの地位を手にする。
アニメ版
2年の時に編入。「お茶会」参加者の1人で、渚砂たちとも親交がある。様々な紆余曲折を経て、多くの生徒が見守る中で天音のエトワール選出馬宣言に立ち会うが、一時は天音の落馬事故により出馬が危ぶまれる事態に陥る。しかし、ルームメイトの夜々たちに支えられ、また自身の献身的姿勢によりその危機を乗り越えスピカ代表としてエトワール選に出馬。その結果、見事エトワールの地位を手にする。
日向 絆奈（ひゅうが きずな）
声 - 清水愛
ゲーム版の聖ル・リム編の主人公。2年B組。茶髪を後ろで2つに結わえている。
原作
身長148cm、おうし座で血液型はB型。お菓子に目がない。好みのタイプは「優しくてかっこいい人」。読者を「お兄ちゃん」と呼ぶ。
年齢に比べると幼い性格でちょっとおてんば。そんな性格ゆえか編入してもオドオドせずに明るく振舞うので、たちまち学校の人気者に。お菓子や玩具が大好きなお子チャマ。
千華留の奇行に目を白黒させたりしながらも、檸檬と仲良く付き合ったり、籠女の面倒を見たりと、ル・リムの生活に柔軟に適応している。渚砂や光莉と異なり、自分に姉妹がいるという発言はない。
文庫版
変身部所属。そして、聖ル・リム女学校Z組（芸能科）候補生。
エトワール選に関わるでもなく、千華留、檸檬、籠女たちとの学校生活を楽しんでいる。
アニメ版
ル・リムへの編入に関する説明は特にない。編入生の噂を聞いて頬を赤らめるなど、別の意味でアストラエアに順応しているようである。また、籠女の意味不明な発言を理解することが出来る貴重な人材でもある。

## 聖ミアトル女学園
花園 静馬（はなぞの しずま）
声 - 生天目仁美
6年雪組。腰より下にまで伸びる銀髪をポニーテールにしている。
原作
身長164cm、いて座で血液型はA型。日舞指導会所属。キスマニア。好みのタイプは「年下」。読者を「（渚砂の）お兄様」と呼ぶ。
学園No.1の美貌を持つスター。学業・スポーツとも優秀だが、気まぐれな性格で拘束されることを嫌う。下級生にちょっかいを出すのが趣味だが、非常に飽きっぽいプレイガールでもある。編入したばかりの渚砂に興味を抱く。去年は、花園家所有の牧場にいる馬・スターブライトをスピカの厩舎に預けていた。
文庫版
前年度のエトワール・エネだが、再選を果たすべく渚砂とエトワール選に出馬するも故・桜木花織との悲話を美談として語り継ぐ校内勢力の反感が渚砂に向けられたことで思い悩み、2回戦終了後に海外留学を決意してエトワール選を棄権する。
アニメ版
桃山時代から続く名家の出身。2年前に桜木花織と出会い、恋人関係となるも、彼女の死によって何事にも無気力になり、学園の女生徒たちとの刹那的な関係に溺れるようになる。諸事情により2年前から、花織と共に得たエトワールの地位に留まっている。しかし、三校合同の公務をすっぽかすのが日常茶飯事になっており、そのことがエトワール奪還に燃えるスピカ生徒会のミアトル攻撃材料になっている。
深雪の裁定でミアトル代表としてエトワール選に出馬することになった渚砂と玉青のダンス指導を頼まれ、思い悩んだ末に引き受ける。その後はエトワール選当日まで平静を保っていたが、結果発表直前に投票会場へ乱入し、渚砂を会場から連れ出す。
ゲーム版
エトワール制度の設定がないことにより、魅力的な上級生の一人という扱いになっている。原作の性格に加え、教室や寮の部屋まで気軽に主人公を誘いに来たり、また体育祭などの学校行事でも周りを気にせず主人公と共に食事をするなど、常に優しい笑顔を見せる面倒見の良い魅力的なお姉様のような感じである。
月館 千代（つきだて ちよ）
声 - 斎藤千和
1年花組。黒髪をおかっぱにしている。
原作
身長142cm、うお座で血液型はA型。園芸部・ESS（英語研究会）所属。武術の才能がある。好みのタイプは「普通っぽくて優しいお姉様」。読者を「（お姉様の）お兄様」と呼ぶ。
幼稚園からミアトルに通っている。図書委員。臆病で泣き虫な性格だが、やるときはやる意志の強い少女。愛称は「ちよまる」。真面目で慎重な努力家だが、本人はいじられやすいのを気にしている。
文庫版
蝶の死骸（実際には死んでいなかった）を拾い上げ、空に返した渚砂の姿に感動し、彼女に憧れるようになった。武家の末裔。兄がいる。
アニメ版
渚砂と玉青のお部屋番。「お茶会」参加者の1人でもあり、他校ながら同学年である奥若蕾に冷やかされて動揺する場面が多い。
ゲーム版
原作の誌上ゲーム同様、愛称は「ちよまる」のため、静馬や玉青に「まるちゃん」と呼ばれているが、千代本人は嫌がっている。
涼水 玉青（すずみ たまお）
声 - 沢城みゆき（ゲーム）/清水愛（アニメ）
4年月組。青い髪をシニヨンにしており、白い大きなリボンを頭の後ろに結んでいる。
原作
身長162cm、しし座で血液型はAB型。文芸部に所属。道具好き。好みのタイプはオールラウンド。読者を「お兄様」と呼ぶ。
渚砂の同級生で、編入してきた渚砂に積極的に接し、友達一番乗りを果たす。物でも人でもお気に入りを弄って遊ぶのが好きで、渚砂にはその傾向が強い。文化祭では、渚砂との思い出を元にした小説を書いた。陰では「蒼いルシフェル」「堕天使」とも呼ばれている。
「エトワール選」では、渚砂と玉青のカップルがエトワールに選ばれた。
文庫版
渚砂のリアクションを楽しむことに重点を置いている。過去に静馬と付き合っていたらしい。実家（涼水リゾートグループ）に何か問題があるらしく「あんな家」と嫌っているが、その理由は明かされていない。最終盤では静馬がいる空港に渚砂を送るために、グループ所有のヘリコプターを用意した。
アニメ版
「○○ですわ」という口調が特徴。いちご舎に入った時から1人部屋であり、ルームメイトが出来るのを心待ちにしていた。「渚砂ラブ」な面が強調されている。
文芸部に所属しており、第15話で学園祭の三校高等部合同演劇「カルメン」の脚本を執筆。その出来映えはミアトル生徒会長の深雪に絶賛された。それ以降、深雪からは特に信頼されており、裁定によりミアトル代表として渚砂とのカップリングでエトワール選に出馬。スピカの鳳天音・此花光莉と甲乙付け難い名勝負を演じるが、静馬が結果発表直前に投票会場へ乱入したことで渚砂の本命がやはり自分ではないことを悟り、渚砂を送り出す。
ゲーム版
前述のとおり、アニメ版とは声優が異なっている。
渚砂とルームメイトではない。

### 文庫版・アニメ版のミアトル関係者
六条 深雪（ろくじょう みゆき）
声 - 野田順子
ミアトル生徒会長。公私の分別が徹底しており、三校合同行事のたびにエトワール選と絡めて無理難題を吹っかけるスピカ生徒会長の冬森詩遠と衝突することが多い。
文庫版
髪型はおかっぱで、左目の上にある分け目から一本、目の辺りに髪が垂れている。
5年花組。歴史ある旧家の娘で、「六条院の姫君」と呼ばれている。策略家で物の怪を操れると噂が立つほど恐れられている存在。他校の生徒会長とは互いに鋭く牽制し合う関係である。静馬と花織の顛末を知る人物の1人。
アニメ版
髪型はおかっぱで、分け目は中央。
6年花組。静馬と花織の親友であり、2人を引き合わせた人物。いちご舎に入舎したばかりの頃、ホームシックにかかり夜な夜な泣き、静馬と同じ布団で寝ていた過去を持つ。静馬と故・桜木花織の逸話における当事者であり、花織の遺書を発見したことにより生涯、静馬を支え続ける決意をする。
東儀 瞳（とうぎ ひとみ）
声 - 片岡あづさ
6年生。静馬のとりまき。
文庫版
ショートヘアで、少しシャギーが入っている。髪の色は不明。
狩野水穂の幼馴染であり、ルームメイト。小学校時代から親しくしている花園静馬と桜木花織を引き合わせた人物でもある。去年のエトワール選においては、静馬と水穂を影からサポートして来た。渚砂と共にエトワール選に参戦する静馬に対し、怒りをあらわにする。
アニメ版
赤い髪をショートヘアにしている。
エトワールである静馬の仕事を手伝う。いちご舎合同の劇では大道具を担当。
狩野 水穂（かのう みずほ）
声 - 河原木志穂
6年生。静馬のとりまき。
メディアごとにキャラクターデザインが大きく異なる。
文庫版
やわらかなウェーブのかかったロングヘア。
東儀瞳の幼馴染でありルームメイト。小学校時代から親しくしている花園静馬と桜木花織を引き合わせた。去年のエトワール選においては、病で命を落とした花織のために静馬のカデット（妹）としてエトワール位を勝ち取る。図書委員。
アニメ版
黒髪のストレートロングヘア。
エトワールである静馬の仕事を手伝う。いちご舎合同の劇では小道具を担当。
桜木 花織（さくらぎ かおり）
声 - 岩村琴美
文庫版とアニメ版に登場。故人。どちらも、劇中時間から2年前に亡くなった。
メディアごとにキャラクターデザインが異なる。
文庫版
黒髪のストレートロングヘア。静馬に対する二人称は「静馬お姉様」。
死去当時、3年雪組（静馬の1学年下、深雪と同学年）所属。小学部の頃から静馬に憧れ、瞳と水穂の計らいで静馬と知り合った。静馬とは相思相愛と思われていたが、花織が静馬を思うほど静馬は花織を思ってはいなかった（大事には思っていた）。その存在は半ば神格化されており、ミアトルでは「レディ静馬と花織の愛を伝える会」が結成されている。
アニメ版
髪型はセミショートをピンク色の大きなリボンで束ねる。静馬に対する二人称は「静馬」。
死去当時、2年生（渚砂・玉青と同学年）。余命が長くないことを悟り静馬と共にエトワール選への出馬を切望する。その結果、見事にエトワールの地位を射止めるが、戴冠式で三校の生徒一同が見守る中、病に倒れた。以後、カデットは2年間にわたり空席となっている。
入学時、本来ならば玉青と同室になるはずであったが、不治の病に冒されており、特例により個室を使用していた。エトワール選出馬を決意した頃には人工透析を必要とするほど症状が悪化し、エトワール就任から日を置かずにこの世を去る。そうした事情により、玉青は入学から渚砂が編入するまでの3年間、ルームメイトがいない状態が続いていた。
鞠子谷 愛子（まりこや あいこ）
文庫版のみ登場。生徒会書記。過去の生徒会資料からスピカの候補者に関する重要資料を発掘する。ミアトル四聖人の1人であるらしい描写がされている。
五百旗 紅葉（いおはた もみじ）
文庫版のみ登場。4年月組。渚砂・玉青の同級生で、自校・他校を問わずゴシップ好き。
水無瀬 佐希子（みなせ さきこ）
声 - 大浦冬華
アニメ版のみ登場。5年生。生徒会副会長。
高倉 瑞貴（たかくら みずき）
声 - 岡嶋妙
アニメ版のみ登場。4年生。生徒会書記。将来の生徒会長候補と目されているらしい。
竹村 千早（たけむら ちはや）
声 - 近江知永
アニメ版のみ登場。4年月組。料理部所属。渚砂・玉青と同じクラスで、いちご舎では隣の部屋。「お茶会」にもたまに参加。
水島 紀子（みずしま のりこ）
声 - 阿部玲子
アニメ版のみ登場。4年月組。弓道部所属。千早と同室。千早と同様「お茶会」にもたまに参加する。

## 聖スピカ女学院
鳳 天音（おおとり あまね）
声 - 甲斐田裕子
5年トロワ組。エメラルドグリーンのショートカットヘア。
原作
身長172cm（公称値は169cm）、みずがめ座で血液型はB型。学院5大スターの筆頭。乗馬（馬術）部所属。槍術に長ける。好みのタイプは「守ってあげたい娘」。読者を「あなた」「（光莉の）お兄さん」と呼ぶ。
武道宗家の一人娘という出身のためかかなり男前な性格だが、実はシャイで自称ノーマル。文化祭の劇「人魚姫」の王子役を演じたが、クライマックスで人魚姫の光莉をさらって逃げてしまったり、『外伝』のバスケの試合で光莉にファウルをした選手の頬をはたくなど熱くなると周りが見えなくなる。初期は光莉の才覚を見抜き、5大スターの後継者として育てると発言していた。
文庫版
白馬・スターブライトを駆る姿の美しさはスピカ全生徒の憧れの的となっており、通称「プリンス」。剣城要をカデットに立てる生徒会の提案を蹴って光莉を指名するが、それが基で校内に不協和音を発生させた末に天音を憎悪する帰国子女・草薙真筝に密会の現場を突き止められて糾弾され、光莉と共に駆け落ち同然でアストラエアの丘を去るが、ある人物の差し金により劇的な帰還を果たし復権。他の候補者が揃って棄権したことにより、エトワールの地位を手にする。
アニメ版
詩遠の再三にわたる出馬要請にも決意を固められずにいたところ静馬に背中を押され、要に挑まれた決闘を制したことで多くの生徒が見守る中、光莉をパートナーにエトワール選出馬を決意。しかし、出馬宣言を直前に控えた乗馬の練習中に落馬事故で記憶障害を起こしてしまい、出馬が危ぶまれる事態に陥ってしまう。その後、光莉の献身的な姿勢に心を打たれて記憶を取り戻し彼女と一夜を過ごし、無事にスピカ代表としてエトワール選出馬。その結果、スピカの悲願であったミアトルからのエトワール奪還を実現する。
ゲーム版
エトワール制度の設定がないこともあり、静馬と同じく魅力的な一上級生という形で描かれている。学院5大スターの設定や「プリンス、王子」の呼び名もない。主人公に対しては控えめな口調ながらも積極的に誘いをかけてくる。
奥若 蕾（おくわか つぼみ）
声 - 野川さくら
1年ドゥ組。ピンク色のロングヘアに、黒いカチューシャをつけている。
原作
身長150cm、おひつじ座で血液型はO型。硬式テニス部所属。興奮すると抱きつく癖がある。好みのタイプは「しとやかで美人なお姉様」。読者を「（光莉お姉様の）お兄様」と呼ぶ。
幼稚園からの生え抜きのスピカ生。明るい積極的な人懐っこい性格で上級生からの人気も高い。実家は古典芸能の家元らしい。『外伝』では玉青に一目ぼれした。
文庫版
詩遠の「秘蔵っ子」であり、新入生ながら書記に抜擢されるが、少し早とちりなのが弱点。
アニメ版
ツンデレ系キャラになっており、第5話の初登場時には光莉が目当てで聖歌隊に入ったことを夜々に冷やかされてムキになりながら反論していた。最終話ではエトワール選に出場した光莉の応援には行かず自室で待機していた夜々に付き合っていた。「お茶会」参加者の1人。
ゲーム版
明るく人懐っこい性格で、好きな人にはつい抱きついてしまう癖があるという設定はゲーム版でも活かされている。
南都 夜々（なんと やや）
声 - 桑谷夏子
3年アン組。黒髪のロングストレート。
原作
身長161cm、ふたご座で血液型はB型。聖歌隊所属。真性百合。好みのタイプは「何も知らない初な娘」。読者を「（光莉さんの）お兄様」と呼ぶ。政治家一族の令嬢だが、家庭環境は複雑。
体育祭では毎年チアダンスに出場しているらしい。
文庫版
幼稚園からスピカに通っている。光莉の同級生で、大企業の令嬢。中学生ながら高級ホテルや革系アイテムが似合う魔性の女であるが、女の子にしか興味がもてない真性百合。かなりの毒舌家。聖歌隊所属。
アニメ版
光莉・蕾と共に「お茶会」参加者の1人。天音の次期エトワール選出馬阻止を画策する要と桃実に煽られる形で光莉の唇を強引に奪い、関係が冷え切ってしまうが、渚砂と玉青の仲介により和解。その後も互いに距離を置く関係が続いていたが、最終的には天音と光莉のエトワール選出馬を暖かく送り出す。
ゲーム版
主人公の選択によって、光莉とは「同級生」・絆奈とは「お姉様と妹」・渚砂とは「妹とお姉様」という三通りのシチュエーションを楽しめる唯一のキャラクターでもある。

### 文庫版・アニメ版のスピカ関係者
冬森 詩遠（とうもり しおん）
声 - 氷青
スピカ生徒会長。スピカ生からエトワールを出そうと奮闘する。
メディアごとにキャラクターデザインが大きく異なる。
文庫版
おでこを出した水色のストレートロングヘア。
5年ドゥ組。
その風貌やクールな振る舞いから「雪の女王」と呼ばれているが、結構熱くなりやすい性格。自分が会長を務める時期にスピカがエトワール選を仕切る順番であることから、優勝候補である天音を要とペアにしエトワール選に出馬させようとする。エトワールになれるのは天音しかいないと思いながら、彼女と光莉を追い詰めてしまったことを後悔する。
アニメ版
おでこを出した金髪のロングヘア。
6年ドゥ組。
エトワールの座をミアトルから奪還することに執念を燃やしており、天音をエトワール選に出馬させるべく額に汗して様々な工作を試みるが、自校生徒会すら固め切れず七転八倒している。
第16話で要と桃実を説得した場面のように、たとえ自校の生徒でもスピカの権威を傷付ける行動に対しては容赦がないが、泊り込みで天音達の看病に付き合うなど面倒見も良い。また、第15話で太陽の光を反射させるなど必要以上にその額が強調されているのを始め、周囲に媚びる小物ぶりを強調する三枚目的な描写もある。
最終話ではスピカの悲願であるミアトルからのエトワール奪還を実現する。
剣城 要（けんじょう かなめ）
声 - 木下紗華
メディアごとにキャラクターデザインが大きく異なる。
文庫版
浅黒い肌。伸ばした髪をうなじでまとめている。
4年ドゥ組。学院5大スターの1人。男性的な雰囲気を持つ。天音同様「男役」。しかし天音への憧れは大きく、かつては親衛隊の隊長も務めた天音ウォッチャー。
当初は天音と共にエトワール選に出場するはずだったが、天音が光莉をパートナーに選んだことで辞退。最初は光莉を認めていなかったが、努力する光莉の姿や真箏への不信感から態度を改めるようになる。
アニメ版
黒髪のショートヘア。白い肌。
5年。スピカ生徒会副会長。天音に対するあてつけから、天音のエトワール選出馬を阻止すべく桃実と共に様々な策略を行う。その一環で度々、光莉を口説き落とそうと試みるが、第22話で光莉の反論にあい、思い悩んだ末に天音と最後の決着を付けるべくテニスで勝負を挑んで入学以来の天音に対する思いの丈を全て打ち明ける。そのことが原因で一度は桃実と破局するが、不測の事態により危ぶまれていた天音のエトワール選出馬を見届けた後に復縁した。
本人曰く「口下手」で、非常に難解な言い回しを多用するのが特徴。
構想段階では本編の展開に絡むキャラクターではなく、アニメ版監督の迫井政行は「当初の設定を超えて成長したキャラ」と評している。
鬼屋敷 桃実（きやしき ももみ）
声 - 後藤沙緒里
5年アン組。
メディアごとにキャラクターデザインが大きく異なる。
文庫版
童話のお姫様のような風貌で、手には扇子を携えている。
スピカ生徒会副会長。学院5大スターの1人。詩遠とはプライベートでも友人であり、「詩遠ちゃん」と呼ぶ間柄。その容貌や言動とは裏腹に、詩遠よりも物事を冷静かつ客観的に見ることができる。終盤、要に対して「綺麗」と感じる場面があった。
アニメ版
茶髪のロングヘアで、左右で一房ずつくくっている。
スピカ生徒会書記。同室の要と共に様々な策略を行い、生徒会長である詩遠が本命視している天音の次期エトワール選出馬を阻止するために暗躍していたが、天音と要の決闘において要の本命が自分ではなかったことを知り一旦は破局するが、一時は危ぶまれていた天音のエトワール選出馬を見届けた要から復縁を求められ、桃実もこれを受け入れた。
草薙 真箏（くさなぎ まこと）
文庫版のみ登場。ロシア・サンクトペテルブルクに聖スピカ女学院小学部卒業とともにバイオリニストを目指すため留学していた帰国子女。ペンフレンドの千華留にエトワール選の関係でスピカが割れていることを聞き、かつてスピカから輩出された伝説のエトワールの異母妹である威信と名誉に賭けてエトワール選に参戦するため、急遽帰国した。
天音とは違い、小柄だが華やかな性格。帰国早々から派手なパフォーマンスで注目を浴び、生徒からは一気に人気を得る。そして、天音の排除に成功した後でル・リムの白檀籠女をカデットに指名し、史上初の複数校カップルでエトワール選に参戦。一気に台風の目となるが、天音と光莉の失踪と言う不測の事態に動揺したことに加えカデットの籠女から嫌われたことで急速に支持を失い、天音と光莉の劇的な帰還を見届けた後に棄権。異母姉が暮らすウィーンへ旅立った。
草薙 雅姫（くさなぎ まさき）
文庫版のみ登場。真箏の異母姉。9年前にスピカから輩出された伝説のエトワールで、その栄誉を讃え「永世エトワール」の称号を授かっており、現在も「スピカ5大スター」の1人に数えられているが、駆け落ちの末に男と結婚し、卒業前にスピカを中退した経緯から平時はその名を口にすることが憚られている。

## 聖ル・リム女学校
源 千華留（みなもと ちかる）
声 - 中島沙樹
5年A組。長い黒髪に、蝶を象るリボンを2つつけている。ル・リム生徒会長。
原作
身長161cm、てんびん座で血液型はAB型。書道部所属。着せ替え好き。好みのタイプは「無邪気なちっちゃい子」。読者を「お兄様」と呼ぶ。
文庫版
「ル・リムの聖母」の異名を持ち、落ち着いた雰囲気と優しげな言動で人気の生徒会長。妄想癖がある少しトンでる性格だが、その実かなりの策士家で裏リーダー的な存在に見られる場合もあり、「アストラエアの影の女帝」とも呼ばれる。自分の気に入った娘に好みの服を着せて観賞するのが趣味で、変身部（実質的にはコスプレ部）を立ち上げて主に中等部の生徒を勧誘している。書道部所属。ル・リムに芸能科（聖ル・リム女学校Z組）を作ろうと画策している。
詩遠・桃実らスピカ生徒会幹部と公私共に付き合いが長く、暗に天音のエトワール選出馬を助けたり、真箏を煽ってエトワール選乱入を促すなどスピカ寄りの姿勢を見せる。
アニメ版
初対面の時から一貫して渚砂に対して好意的に接しており、深雪とも鋭く牽制し合う場面はない。その一方で、エトワール選出馬直前に天音の記憶障害で思い悩む光莉の相談にも乗るなど中立を保っている。
生徒会長・変身部長だけでなく秘密部（探偵部？）長を兼任しているが、各部の主要メンバーは「生徒会の中等部メンバー＝変身部＝秘密部」である。シリーズ中では「クッキー同好会」、「一番乗り部」、「喫茶部」などのクラブ・同好会を思い付くたびに立ち上げている。また、演技力があり、学園祭の合同演劇「カルメン」では誰もが静馬（ドン・ホセ役）を本命視していた中、主役のカルメンに抜擢された。しかし、本番中にアクシデントが発生し足を負傷してしまう不運に見舞われる（要と桃実が天音の靴に細工をし、バランスを崩した天音をかばって足をくじいた。劇自体は、渚砂を代役に立てて続行）。
ドラマCD（設定はアニメ版に準拠）第3巻では、2年の頃にスピカ乗馬部の天音と親しくなるが、部長（声：大原さやか）から交際を禁じられたという逸話が明かされている。ただし、千華留が名乗らなかったため天音はこの時のル・リムの女生徒が千華留であることは知らず、カルメンで共演した際も気付かないままでいたことになる。
ゲーム版
自分の気に入った娘に好みの服を着せて観賞するのが趣味などといった設定はゲーム版でも活かされている。
白檀 籠女（びゃくだん かごめ）
声 - 福井裕佳梨
1年C組。金髪を巻き毛にしており、大きな深緑色のリボンを頭の後ろに結んでいる。常に大切なお友達である熊のぬいぐるみと一緒にいる。
原作
身長141cm、さそり座で血液型はB型。興奮すると倒れてしまう。好みのタイプは「一緒にお昼寝したい人」。
メインヒロイン中、唯一、読者（絆奈の兄）を呼んだことがない。
文庫版
この歳まで学校に通ったことがないという箱入り娘。イギリスに長く滞在しており、ダンスがかなり上手。機械と計算が苦手。大好きなお姉さまの絆奈を追いかけて変身部へ入部。聖ル・リム女学校Z組候補生。
同じ帰国子女であるスピカの真箏と史上初の複数校カップルを結成し、エトワール選に中途参加する。1年生ながらル・リム生の間では既に「ル・リムの眠り姫」の異名を囁かれており、そこからも彼女の魅力の高さがうかがえる。
アニメ版
手先が非常に器用で、一人で大きな砂の城を作ったり、指相撲で学園祭の三校中等部合同演劇「ロミオとジュリエット」のロミオ役を親指一本で勝ち取ったりしており、また駆け足も非常に速い。第8話から渚砂に対して好意を向けていて「渚砂お姉様」と呼んでいる。文庫版のような絆奈を慕う描写はほとんど見られない。笑顔をほとんど見せないのも特徴。熊のぬいぐるみに「パーシヴァル」という名前をつけている。
ゲーム版
よくしゃべり、恋愛面でも主人公を驚かせるような発言・行動をするなど、また違った一面を見せている。
夏目 檸檬（なつめ れもん）
声 - 宮崎羽衣
2年B組。髪の色は緑で、シニヨンを2つ作っている。ちなみに劇中に登場する生徒の主要キャラで唯一のメガネっ娘でもある。
原作
身長150cm、やぎ座で血液型はO型。美術部所属。特徴はメガネ。好みのタイプは「何でも話せる元気な子」。読者を「お兄さん」と呼ぶ。
ヒロイン紹介コミック「アストラエア淑女録」第1回で取り上げられたが、同コーナーがその1回だけで終了したため唯一の登場者となった。
文庫版
絆奈の同級生で、お嬢様学校の中ではどちらかといえば庶民派。それゆえに有名な先輩の前に出ると真っ赤になって上手く口をきけない小心者だが、本当は一途な頑張り屋。美術部所属。文庫第2巻で変身部に入部。聖ル・リム女学校Z組候補生。
アニメ版
絆奈同様、変身部に所属。共にコスプレを披露している。しばしば、気ままな行動を取る他の3人に対するツッコミ役をおっている。
ゲーム版
絆奈を主人公に選んだときのみ、ヒロインの中で唯一、主人公と同じ部屋に同居できる役回りを担っている。

### 文庫版・アニメ版のル・リム関係者
加賀野井 小百合（かがのい さゆり）
アニメ版のみ登場。5年生。生徒会副会長。現在は公務以外で千華留と行動を共にすることはないが、過去には千華留の部活動メンバーだったこともある。
梅小路 あやめ（うめこうじ あやめ）
アニメ版のみ登場。5年生。生徒会書記。小百合と同様、現在は公務以外で千華留と行動を共にすることはないが、やはり千華留の部活動メンバーだったこともある。

## 生徒以外の登場人物
以下の人物は、文庫版・アニメ版にのみ登場する。

### 文庫版の登場人物
源 千妃絽（みなもと ちひろ）
聖ミアトル女学園理事長で、ル・リム生徒会長の千華留は娘だが、親子の仲は良好ではない。
シスター・カリナ
スピカ所属のシスターで、風紀担当。
シスター・マリア
スピカ所属のシスター。
シスター・藤井（ふじい）
舎監を務めており、非常に厳しい性格であることから生徒たちに恐れられている。所属校は不明。

### アニメ版の登場人物
浜坂 瑞枝（はまさか みずえ）
声 - 山像かおり
ミアトル所属のシスターで、いちご舎の寮母。
大崎先生（おおさきせんせい）
声 - 柳沢真由美
ミアトル4年月組の担任。同校のOG。